# Macedonica hartmuti
Macedonica hartmuti is een slakkensoort uit de familie van de Clausiliidae. De wetenschappelijke naam van de soort is voor het eerst geldig gepubliceerd in 2003 door Irikov.